# (3229) Solnhofen
(3229) Solnhofen es un asteroide perteneciente al cinturón de asteroides, descubierto el 9 de agosto de 1916 por Holger Thiele desde el Observatorio de Hamburgo-Bergedorf, Hamburgo, Alemania.

## Designación y nombre
Designado provisionalmente como A916 PC. Fue nombrado Solnhofen en homenaje a Solnhofen ciudad alemana donde se encontraron restos de dinosaurio volador.